# Alessia Lanzini
Pour les articles homonymes, voir Lanzini.
Alessia Lanzini (née le 28 août 1981 à Premosello-Chiovenda, dans la province du Verbano-Cusio-Ossola, au Piémont) est une joueuse italienne de volley-ball. Elle mesure 1,65 m et joue au poste de libero.

## Clubs
| Club                   | Pays   | De        | À         |
| ---------------------- | ------ | --------- | --------- |
| Oleggio                | Italie | 2000-2001 | 2004-2005 |
| Corsico                | Italie | 2005-2006 | 2005-2006 |
| Busto Arsizio          | Italie | 2006-2007 | 2006-2007 |
| NTV Castelfidardo      | Italie | 2007-2008 | 2007-2008 |
| Carnago                | Italie | 2008-2009 | 2008-2009 |
| Villa Cortese          | Italie | 2009-2010 | 2010-2011 |
| Volleyball Santa Croce | Italie | 2011-2012 | 2011-2012 |
| Volley Towers          | Italie | 2012-2013 | …         |

## Palmarès
- Coupe d'Italie
  - Vainqueur :  2010, 2011.